# Lythe Pillay
Lythe Pillay (* 25. Februar 2003 in Benoni) ist ein südafrikanischer Leichtathlet, der sich auf den 400-Meter-Lauf spezialisiert hat.

## Sportliche Laufbahn
Lythe Pillay stammt aus der Stadt Benoni, in der nordöstlich in Südafrika gelegenen Provinz Gauteng. In der Grundschule fing er mit dem Laufen an, musste damals allerdings noch ohne Trainer auskommen. Motivation holte er sich durch seine Mutter, die in ihrer Jugend ebenfalls Leichtathletik betrieb, und die er als sein größtes Vorbild beschreibt. Er besucht die King Edward VII School in Johannesburg. Zunächst trat er vor allem über 100 und 200 Meter an. Erst nachdem er einen 400-Meter-Wettkampf bestritt, um seine Ausdauer für die 200 Meter zu verbessern und durch den Weltrekordlauf seines Landsmannes Wayde van Niekerk bei den Olympischen Sommerspielen 2016, fand er seine Faszination an der Langsprintdisziplin.
Lythe Pillay trat 2017 in seinen ersten Wettkämpfen in den Sprintdisziplinen gegen die nationale Konkurrenz an. 2019 siegte er mit Bestzeit von 46,52 s im 400-Meter-Lauf bei den Südafrikanischen U18-Meisterschaften. Später sammelte er erste internationale Erfahrung, nachdem er sich für die U18-Afrikameisterschaften in Abidjan qualifizierte. Dabei zog er in das Finale ein, das er mit Bestzeit von 46,26 s für sich entscheiden konnte. 2020 nutzte er die Zeit während des Lockdowns in Südafrika aufgrund der COVID-19-Pandemie um Rückstände, die Kraft und Stabilität betreffend aufzuholen. 2021 verbesserte er sich im März auf eine Zeit von 45,53 s und siegte später Anfang April bei den Südafrikanischen U20-Meisterschaften. Anfang Mai trat er mit der 4-mal-400-Meter-Staffel Südafrikas bei den World Athletics Relays im polnischen Chorzów an und belegte, zusammen mit seinen Teamkollegen, im Finale den fünften Platz. Als Startläufer der südafrikanischen 4-mal-400-Meter-Staffel nahm Pillay Anfang August an den Olympischen Sommerspielen in Tokio teil. Mit 3:01,18 min verpasste man als Zwölfte den Einzug in das Finale. Wenige Wochen später trat er in Nairobi bei den U20-Weltmeisterschaften an. Zunächst belegte er mit der südafrikanischen 4-mal-400-Meter-Mixedstaffel den fünften Platz. Im Finale über 400 Meter bestätigte er anschließend seine Bestzeit von 45,53 s aus dem März und landete damit auf dem vierten Platz. Zu Beginn des Jahres 2022 infizierte er sich mit dem SARS-CoV-2-Virus und musste zeitweise im Krankenhaus behandelt werden. Nach überstandener Infektion konnte er im August bei den U20-Weltmeisterschaften in Cali an den Start gehen. Als jeweils Erster seines Vor- und seines Halbfinallaufs erreichte er das Finale, in dem er sich mit neuer Bestzeit von 45,28 s die Goldmedaille sicherte. Mit der 4-mal-400-Meter-Staffel belegte er den fünften Platz.
2023 trat Pillay in Budapest zum ersten Mal bei Leichtathletik-Weltmeisterschaften an. In seinem Vorlauf über 400 Meter belegte er den vierten Platz, womit er den Einzug in das Halbfinale verpasste.
2023 wurde Pillay Anfang April mit neuer Bestzeit von 44,80 s südafrikanischer Vizemeister im 400-Meter-Lauf.

## Wichtige Wettbewerbe
| Jahr                  | Veranstaltung             | Ort                   | Platz                 | Disziplin             | Zeit                  |
| Startet für Südafrika | Startet für Südafrika     | Startet für Südafrika | Startet für Südafrika | Startet für Südafrika | Startet für Südafrika |
| --------------------- | ------------------------- | --------------------- | --------------------- | --------------------- | --------------------- |
| 2019                  | U18-Afrikameisterschaften | Abidjan               | 1.                    | 400 m                 | 46,26 s               |
| 2021                  | World Athletics Relays    | Chorzów               | 5.                    | 4 × 400 m             | 3:05,76 min           |
| 2021                  | Olympische Sommerspiele   | Tokio                 | 12.                   | 4 × 400 m             | 3:01,18 min           |
| 2021                  | U20-Weltmeisterschaften   | Nairobi               | 4.                    | 400 m                 | 45,53 s               |
| 2021                  | U20-Weltmeisterschaften   | Nairobi               | 5.                    | 4 × 400 m Mixed       | 3:23,98 min           |
| 2022                  | U20-Weltmeisterschaften   | Cali                  | 1.                    | 400 m                 | 45,28 s               |
| 2022                  | U20-Weltmeisterschaften   | Cali                  | 5.                    | 4 × 400 m             | 3:07:01 min           |
| 2023                  | Weltmeisterschaften       | Budapest              | 30.                   | 400 m                 | 45,58 s               |

## Persönliche Bestleistungen
Freiluft
- 200 m: 20,91 s, 10. Februar 2024, Pretoria
- 400 m: 44,31 s, 20. April 2024, Pietermaritzburg